# Pareuxoa blanchardi
Pareuxoa blanchardi là một loài bướm đêm trong họ Noctuidae.